# Список дипломатических миссий Андорры

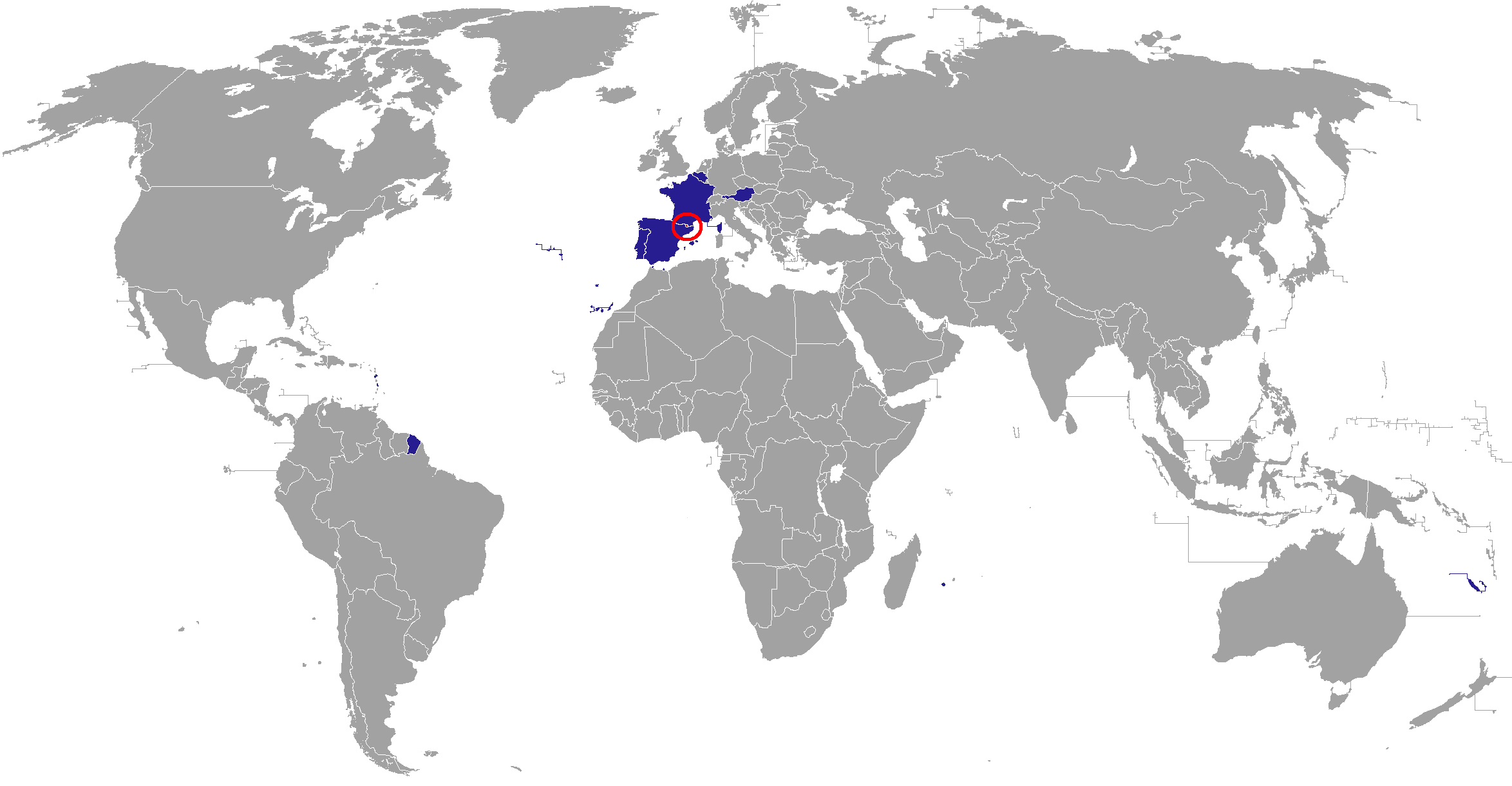

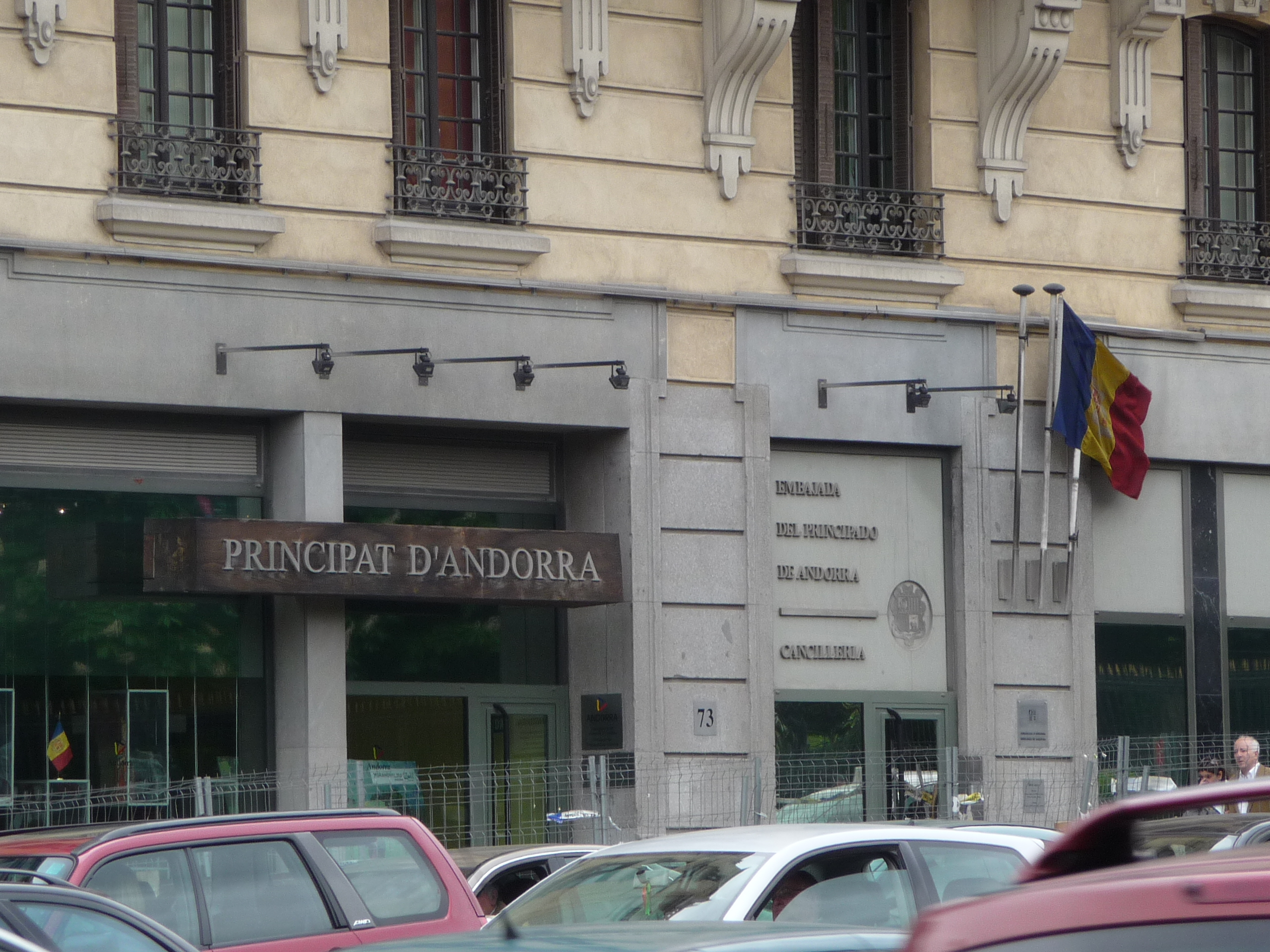
Посольство Андорры в Мадриде

Список дипломатических миссий Андорры — Андорра обладает незначительным количеством своих дипломатических представительств за рубежом. Её посольство в Брюсселе одновременно является представительством Андорры при ЕС, в странах Бенилюкса и в Германии.

## Европа
- Вена, Австрия (посольство)
- Брюссель, Бельгия (посольство)
- Париж, Франция (посольство)
- Лиссабон, Португалия (посольство)
- Мадрид, Испания (посольство)

## Северная Америка
- Нью-Йорк (посольство)

## Международные организации
- - Брюссель (миссия при ЕС)
  - Женева (миссия при ВТО и ООН)
  - Нью-Йорк (постоянная миссия при ООН)
  - Париж (постоянная миссия при ЮНЕСКО)
  - Страсбург (представительство при Совете Европы)
  - Вена (представительство при ОСБЕ)